# Lotushouding

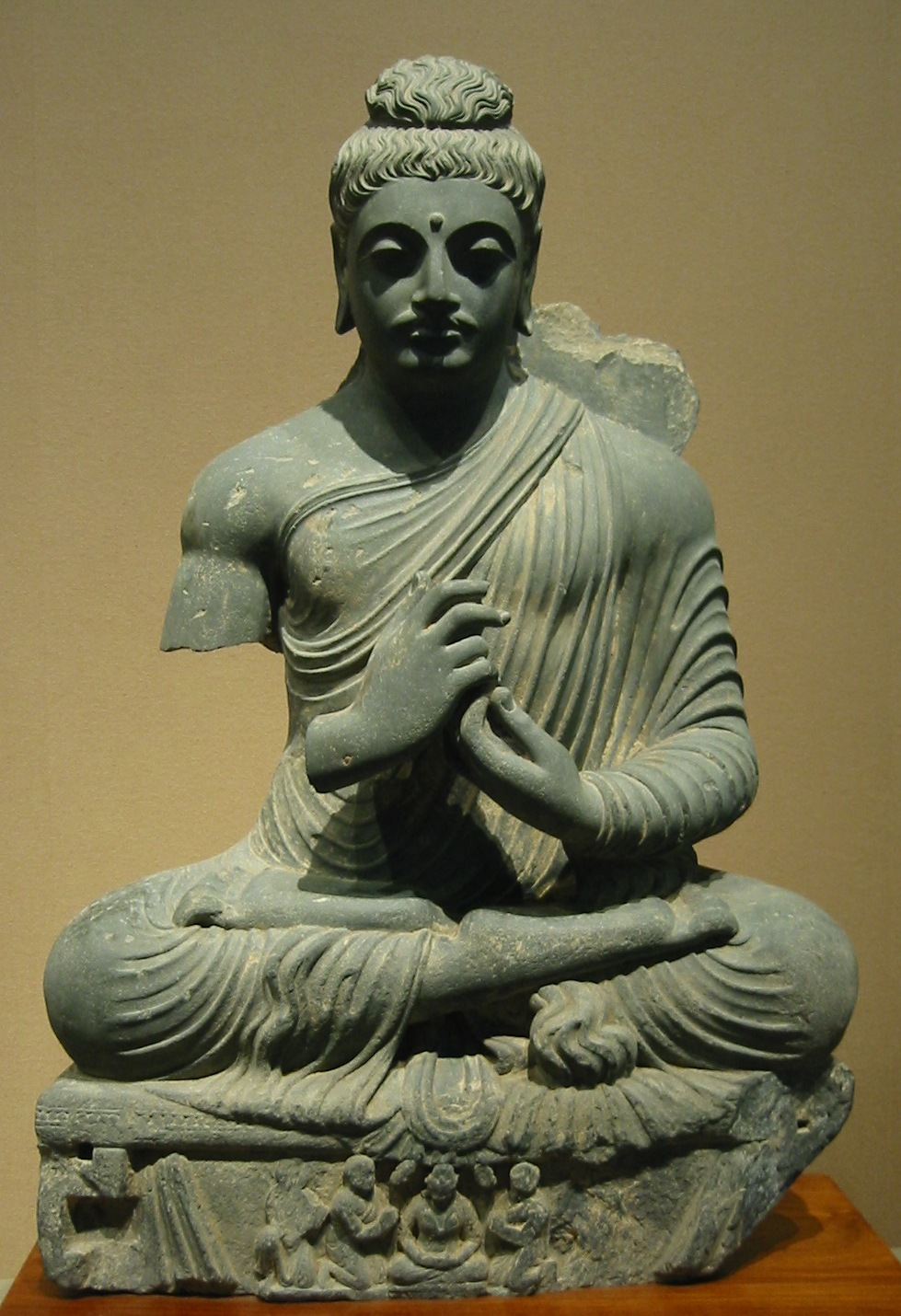
Boeddha in lotushouding, Gandhara, 1e-2e eeuw n.Chr.

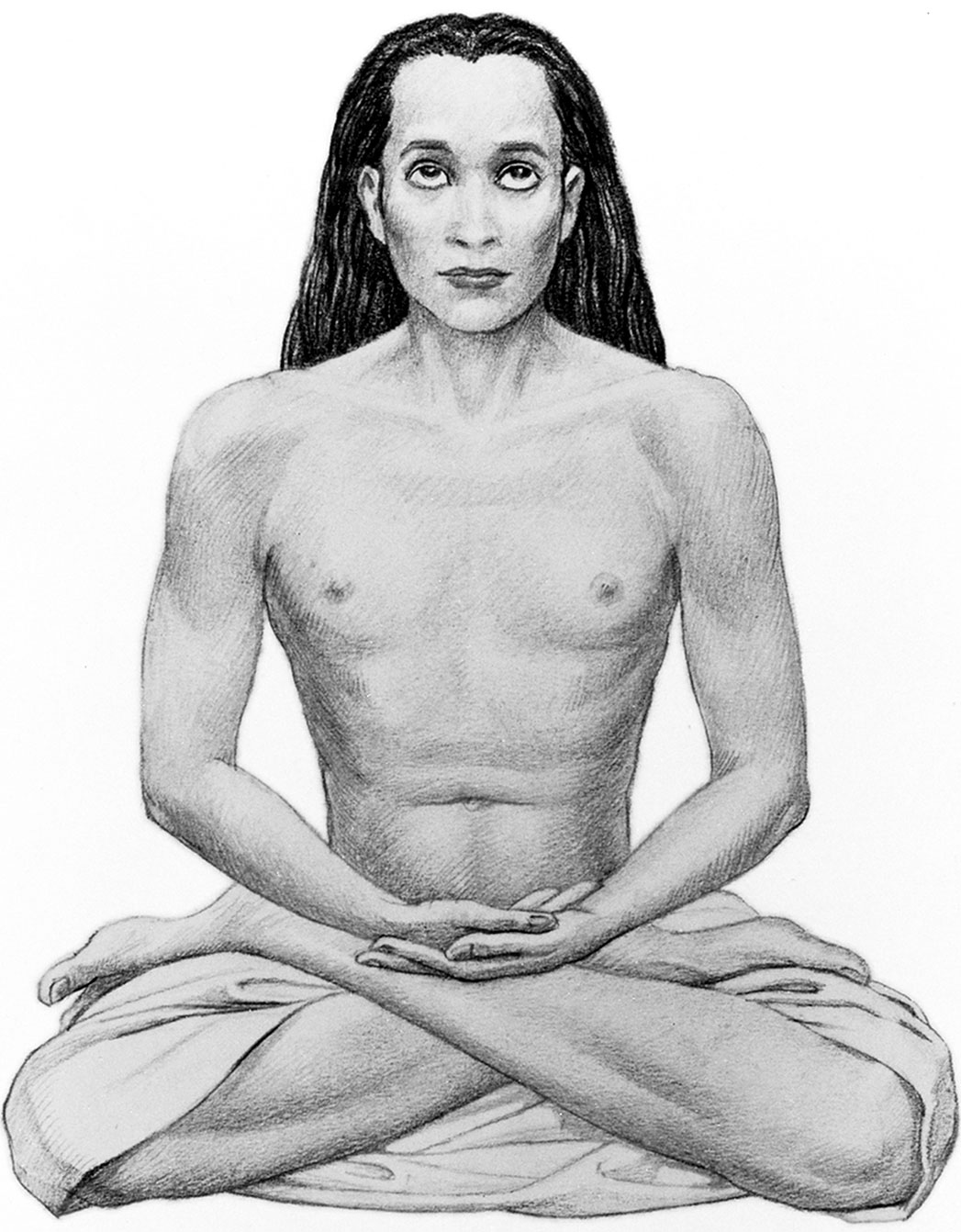
Lotushouding (Padamasana)

De lotushouding, Sanskriet Padmasana, is de Oosterse variant van de kleermakerszit. Hindoes en boeddhisten mediteren veelal in deze houding. Het verschil met de kleermakerszit is dat de voeten op de knieën rusten.
Het is mogelijk de benen zelf in deze houding te brengen maar vaak moeten de handen erbij helpen. De houding is moeilijk vol te houden voor iemand die hem niet van jongs af gewend is.
Boeddha zelf wordt vaak in beelden of afbeeldingen weergegeven in de lotushouding. Ook in yoga is de lotushouding een veel voorkomende asana.
De lotushouding is asana 714 op de wandkaart met 908 yogahoudingen van Dharma Mittra.

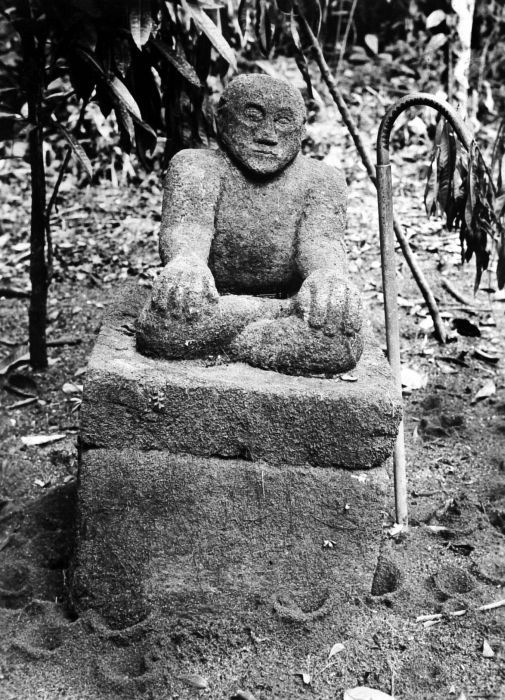
Stenen beenderkist met resten van Toean Doriandjim, Wereldmuseum Amsterdam

Aan deze houding wordt een gezonde werking toegeschreven in de hatha-yoga. Van de Padamasana wordt beweerd dat het goed is voor het openen van de heupengewrichten, knieën en enkels.
| Sanskriet | vertaling                   |
| --------- | --------------------------- |
| padma     | lotus                       |
| asana     | houding (letterlijk: 'zit') |